# Wikipédia en turkmène
Wikipédia en turkmène (en turkmène : Türkmençe Wikipediýa) est l’édition de Wikipédia en turkmène, langue oghouze parlée principalement au Turkménistan, en Afghanistan, en Iran. L'édition est lancée le 16 février 2004. Son code est : tk.
Au 21 mars 2025, l'édition en turkmène contient 6 918 articles et compte 30 730 contributeurs, dont 47 contributeurs actifs et 4 administrateurs.

## Présentation

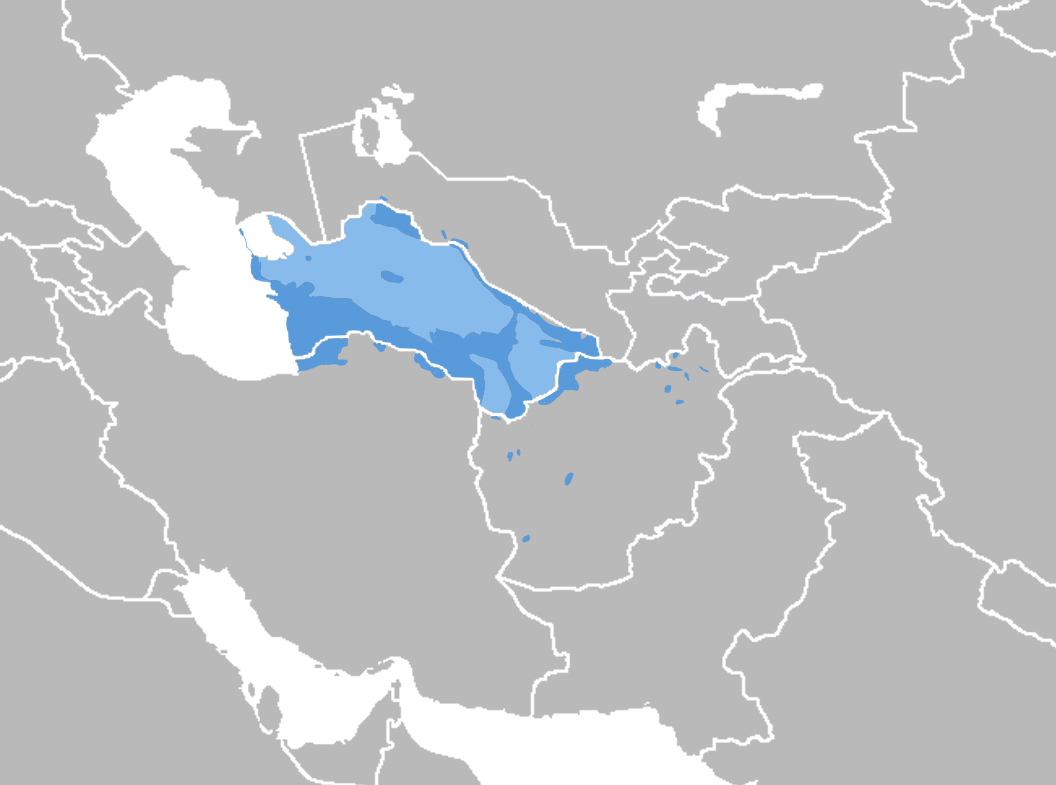
Aire de diffusion du turkmène.

## Statistiques
- En février 2009, l'édition en turkmène compte quelque 1 100 articles et 1 200 utilisateurs enregistrés.
- Le 6 novembre 2022, elle contient 6 502 articles et compte 25 268 contributeurs, dont 36 contributeurs actifs et 3 administrateurs.
- Le 10 septembre 2024, elle contient 6 887 articles et compte 29 638 contributeurs, dont 48 contributeurs actifs et 4 administrateurs.